# Semnoderidae
Semnoderidae là một họ thuộc lớp Cyclorhagida.
Các chi:
- Parasemnoderes Adrianov & Maiorova, 2018
- Semnoderes Zelinka, 1907
- Sphenoderes Higgins, 1969